# Вальтер Айх
Вальтер Айх (нім. Walter Eich, 27 травня 1925, Цюрих — 1 червня 2018, Берн) — швейцарський футболіст, що грав на позиції воротаря, зокрема, за клуб «Янг Бойз», а також національну збірну Швейцарії. По завершенні ігрової кар'єри — тренер.
Чотириразовий чемпіон Швейцарії. Дворазовий володар Кубка Швейцарії.

## Клубна кар'єра
У футболі дебютував 1945 року виступами за команду «Янг Феллоуз», в якій провів два сезони.
1947 року перейшов до клубу «Янг Бойз», за який відіграв 13 сезонів. За цей час чотири рази виборював титул чемпіона Швейцарії, ставав володарем Кубка Швейцарії (двічі). Завершив професійну кар'єру футболіста виступами за команду «Янг Бойз» у 1960 році.
5 листопада 1958 року, його замінив Рене Хафелі на 61-й хвилині гри в Кубку Чемпіонів у Будапешті проти МТК — імовірно через травму. В цей час заміни у футболі фактично ще не робились, так що Вальтер Айх став першим гравцем в історії Кубка Чемпіонів, який був замінений. Берняни ту гру виграли з рахунком 2-1.

## Виступи за збірну
1951 року дебютував в офіційних матчах у складі національної збірної Швейцарії. Протягом кар'єри у національній команді провів у її формі 5 матчів.
Був присутній в заявці збірної на чемпіонаті світу 1954 року у Швейцарії, але на поле не виходив.

## Кар'єра тренера
Розпочав тренерську кар'єру, повернувшись до футболу після тривалої перерви, 1983 року, очоливши тренерський штаб клубу «Янг Бойз». Досвід тренерської роботи обмежився цим клубом.
Помер 1 червня 2018 року на 94-му році життя у місті Берн.

## Титули і досягнення
- Чемпіон Швейцарії (4):

«Янг Бойз»: 1956–1957, 1957–1958, 1958–1959, 1959–1960
- Володар Кубка Швейцарії (2):

«Янг Бойз»: 1952–1953, 1957–1958